# N224 (België)
De N224 is een gewestweg in België tussen Hondzocht tussen de (N7) en Tubeke (N6). De weg heeft een lengte van ongeveer 3 kilometer.
De weg bestaat tussen Hondzocht (N7) en de snelweg A8 E429 uit 2 rijstroken richting Tubeke en 1 naar Hondzocht. Tussen de snelweg en Tubeke bestaat de weg uit twee rijstroken voor beide rijrichtingen samen. Binnen de bebouwde kom van Tubeke is er echter geen belijning voor aanwezig.
De weg wordt niet meer zodanig aangegeven op kaarten, echter kilometerpaaltjes geven de route nog wel weer.